# IV. Szabáh kuvaiti emír
Szabáh al-Ahmad al-Dzsáber al-Szabáh (arabul: الشيخ صباح الأحمد الجابر الصباح; Kuvaitváros, 1929. június 16. – Rochester, Minnesota, USA, 2020. szeptember 29.) 2006. január 29. és halála között Kuvait emírje és Kuvait haderejének főparancsnoka volt. Ahmad emír negyedik fia.

## Fiatal kora és kezdeti karrierje
Al-Szabáh 1929. június 16-án született. Alapiskolai tanulmányokra a Mubarakya Iskolában tett szert az 1930-as években, és magántanárok is a segítségére voltak.  Elődje, Jaber Al-Ahmad Al-Sabah sejk, kuvaiti emír féltestvére volt, aki 2003 júniusában miniszterelnökké is kinevezte. Ebben a posztban Saad Al-Salim Al-Sabah sejket váltotta. Testvére akkor halt meg, amikor a Royal Air Maroc Flight 630 gépet erővel a pilótája belecsapta a földbe.
Mielőtt Kuvait emírje lett, 1963 és 1991, majd 1992 és 2003 között Kuvait külügyminisztere volt. Külügyminiszterként újra megerősítette az iraki megszállás és az öbölháború alatt megromlott diplomáciai kapcsolatokat. Mindeközben első miniszterelnök-helyettes is volt. 1965 és 1967 között ő volt az ország pénzügyminisztere.
2003 és 2006 között ő volt az ország miniszterelnöke és de facto az ország vezetője, mert megromlott III. Dzsaber egészségi állapota.

## Uralkodása

### Hatalomra jutása

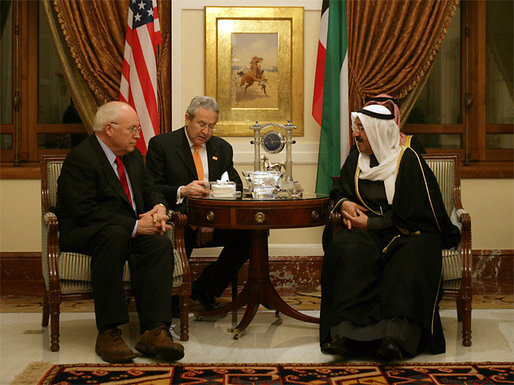
Dick Cheney amerikai elnökhelyettes találkozik Sheikh Sabah miniszterelnökkel, hogy együttérzéséről biztosítsa az emír 2006-os halála miatt.

2016. január 15-én meghalt Dzsaber emír, sejk. Így Szád koronaherceg vette át az ország irányítását, aki ezzel Kuvait Emírje lett. Szád trónra lépésével lehetett sejteni, hogy Abdallah lesz az ország koronahercege, és ezzel együtt megtartja a miniszterelnöki tisztséget is. Az Alkotmány azonban előírja, hogy emiatt a Parlament előtt kell beiktatni és le kell tennie a hivatali esküt. Gyorsan olyan hírek keltek szárnyra, melyek szerint nem képes letenni az esküt. Egyesek szerint Alzheimer-kórban vagy más elmebetegségben szenvedett. Abban konszenzus mutatkozott, hogy senki sem gondolta róla, hogy hosszabb szöveget el tud mondani. Az uralkodó családon belüli hatalmi harcokat követően Szád belement abba, hogy betegsége miatt 2006. január 23-án lemond a Kuvait emíre címről. Az uralkodócsalád megosztott lett és a végén Szabah lett az új emír 2006. január 24-én. A Kuvaiti Nemzetgyűlés elmozdította Szádot a posztjáról, épp pár perccel azelőtt, hogy megérkezett volna a hivatalos lemondásról szóló levél. Kuvait kormánya Szabahot javasolta emírnek. 2006. január 29-én iktatta be a nemzetgyűlés jóváhagyásával, és ezzel véget ért a krízis.

### A Nemzetgyűlés feloszlatása

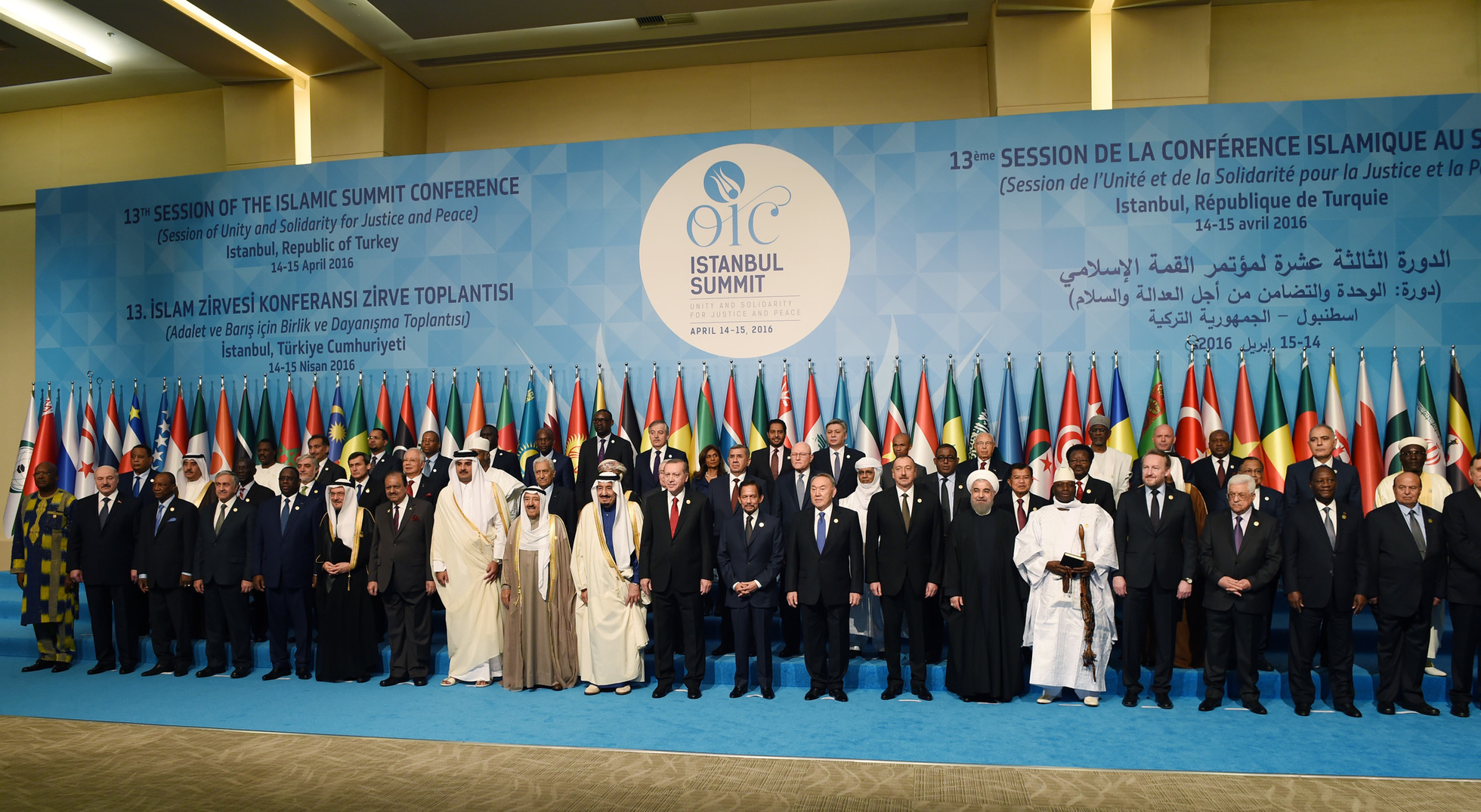
Iszlám Konferencia Szervezetének 13. ülésén, Isztambulban.

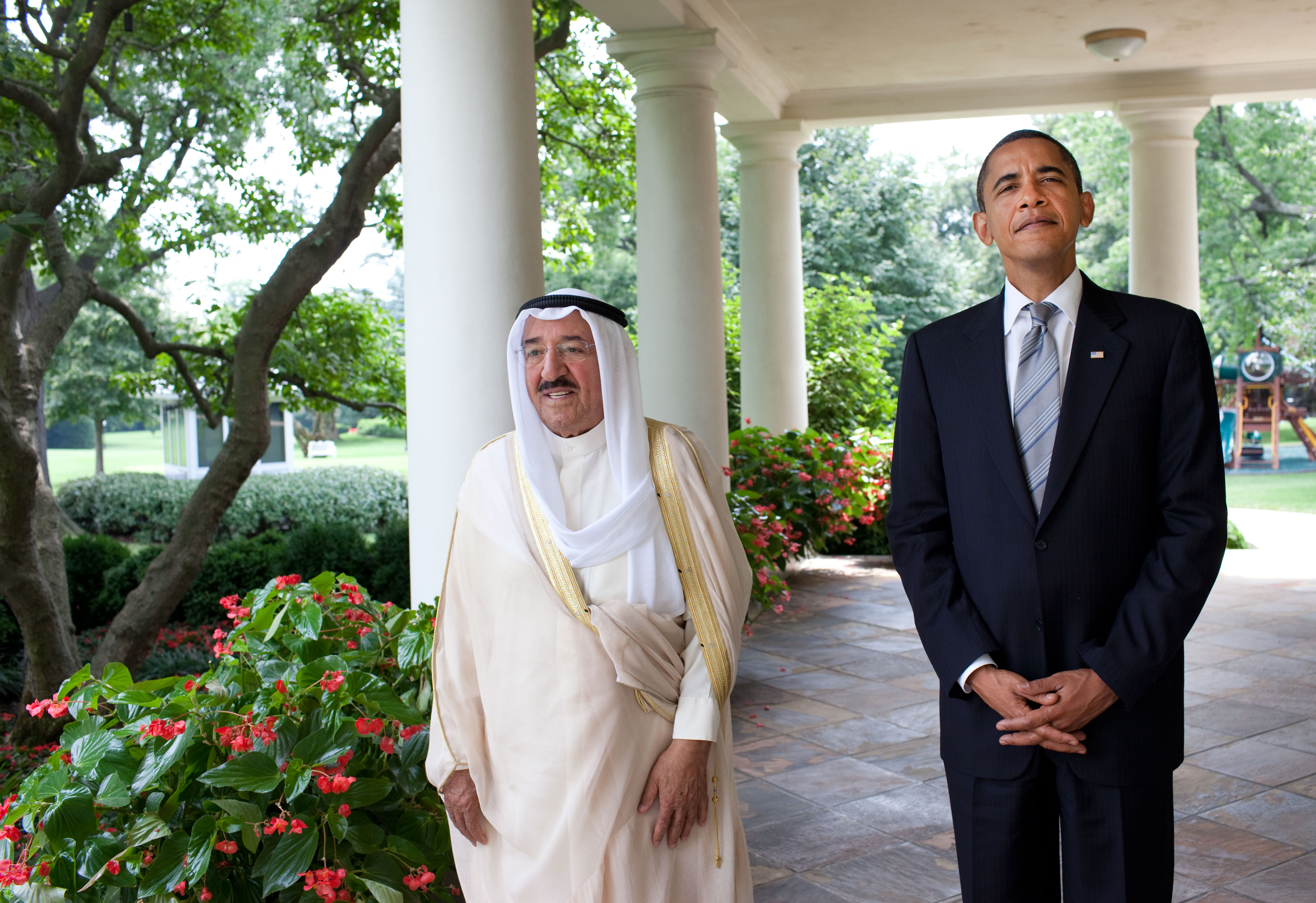
Sabah Barack Obama amerikai elnökkel 2009-ben.

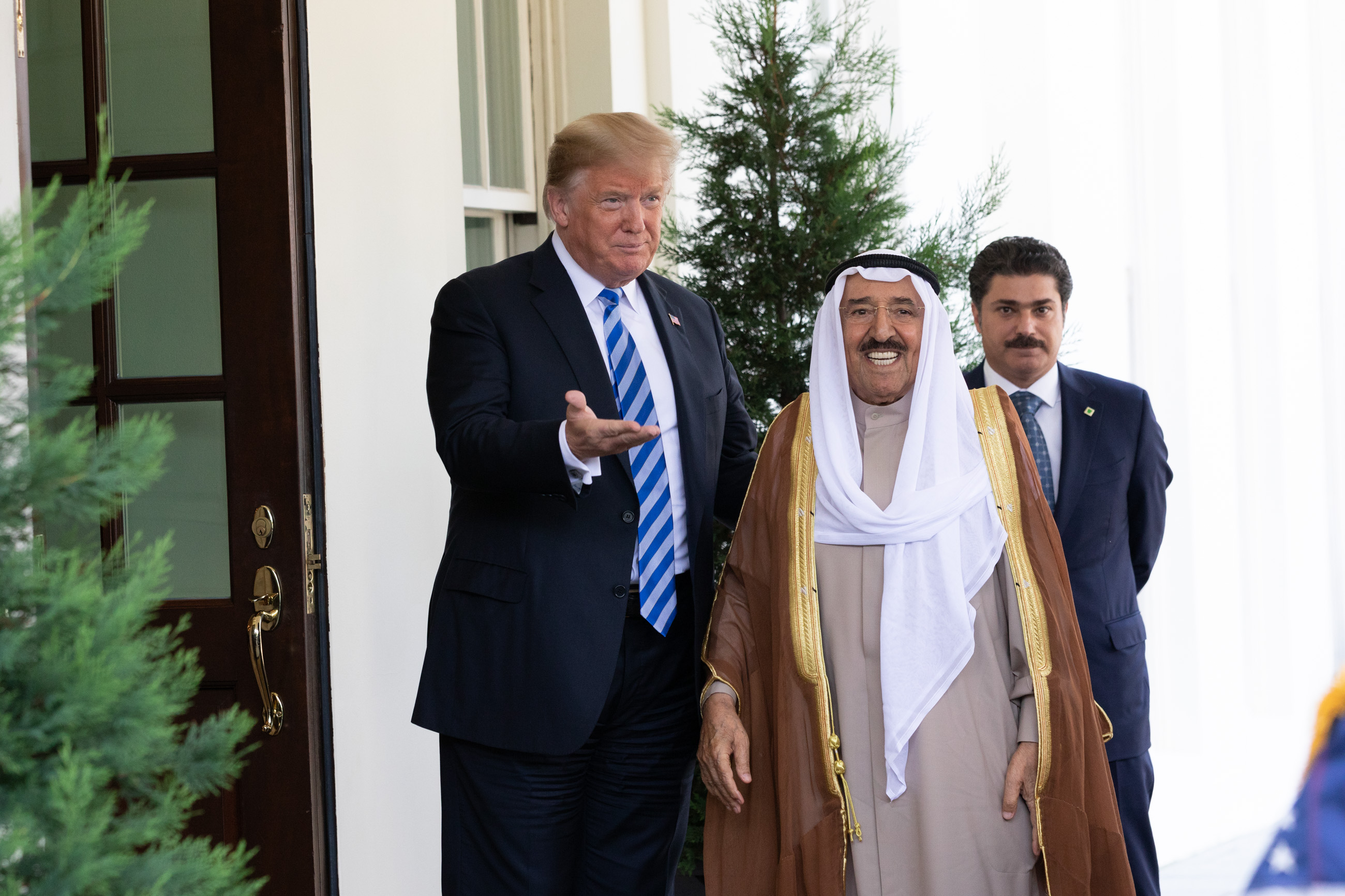
Sabah Donald Trump amerikai elnökkel 2018-ban.

Sabah 2008. március 19-én feloszlatta a Nemzetgyűlést és május 17-re új választásokat írt ki. Ez azután történt, hogy a vezetőségen belüli ellentétek miatt 2008. március 17-i héten a kormány lemondott. 2012-ben ismét ellentét alakult ki a kormány és a parlament között. Ennek hatására feloszlatta a parlamentet.

### Külkapcsolatok
Sabahot elismerték mint regionális és nemzetközi közvetítőt, mert részt vállalt az Öböl Menti Együttműködési Tanács vezetőségében történt konfliktus kezelésében, valamint több mint 40 évig szolgált külügyminiszterként és miniszterelnökként. Vezetése alatt Kuvait közvetített Pakisztán és Banglades, Törökország és Bulgária, Palesztina és Jordánia, a libanoni polgárháború részes felei valamint az Öböl-menti államok és Irán között. 2016-ban Sabah több, az ENSZ BT által támogatott találkozót a jemeni polgárháború részes felei között.
Sabah gyorsan Kuvaitot tette meg a legfontosabb közvetítőnek a katari diplomáciai válságban, mikor január 6–7-én Dohában találkozott a szaúd-arábiai és emirátusoki vezetőkkel, hogy megtárgyalják a katariakkal meglévő eltéréseket. Erőfeszítéseit több csoport is támogatta, például Katar, a régió több más érintett tagja, az Egyesúlt Királyság, Franciaország, Németország és az USA. 2017. szeptember elején Sabah a helyzetet több amerikai felső vezetővel is megtárgyalta Washingtonban, többek között Donald Trumppal, aki „üdvözölte az erőfeszítéseket, és helyeselte Kuvait kritikus közreműködését a régió stabilitásában”. A bojkottáló országoknál több kérdést s prekoncepció vetette fel. Emmanuel Macron francia elnök azt mondta egy 2017. szeptember 15-i párizsi megbeszélés után, hogy megerősíti a 2017 júniusában elhangzott megállapodásokat. Trump és Sabah 2018. szeptember 5-én újabb megbeszéléseket folytattak a Fehér Házban.

### Humanitarizmusa
Jimmy Carter egykori amerikai elnök Sabahot "globális humanitarista vezetőnek" nevezte. "A katasztrófák utáni mentések, a béke megteremtéséért tett erőfeszítései, és a közegészségügy togatása inspirálóak. "A világ többi vezetője tanulhat ezekből a bölcs döntésekből, melyek a barátomtól, Őfelségétől, az Emírtől származnak."
A 2014-es közel-keleti Coutts jelentés szerint Sabah tette a GCC vezetői közül  legnagyobb egyéni felajánlást a szíriai menekültek támogatásáért, 300 millió USD-t. ugyanazon évben Pan Gimun az ENSZ-főtitkár szerimt Sabah világ szinten elismerendő humanitárius vezető, és a Sla Hunanitatizmus Díjjal tüntette ki. Pan azt mondta;  "Nagy örömöt és tiszteletet vált ki belőlem az, hogy itt lehetek amikor Sabaz emír vezetőségét elismerik. 7 Ez egy nagy humanitárius nap.  együtt ülünk korunk egyik legnagyobb humanitárius vezetőjével.
2015-ben, Sabah 500 millió dollárt adományouott arra, hogy normalizálja a szíriai humanitárius Az ENSZ ezen ülését Kuvaitban tartották.
2017 augusztusban António Guterres ENSZ főtitkára humanitárius műveletekben való részvételért háláját fejezte ki Kuvait kormányának , valanint megköszönte "a párbeszédet [... és azt az együttérző hozzáállást amit kuvaitot tanúsított az környékén folyó konfliktusokban".  de ez nemcsak Kuvait humanitárius vezetéséről szól, ez a bölcsesség a párbeszéd annak megértésének támogatása amit elért a régió összes konfliktus a val kapcsolatban. Kuvait nincs munkaterve Kuvait munkaterve a béke és a megértés." Guterres Ezenkívül megjegyezte azt hogy Sabah milyen szerepet játszott a jelenlegi GCC krízisben. És felidézte mikor ő volt  Az ENSZ Menekültügyi Főbiztosa 2005 június és 2015 december között Sabah elnökölt 3 konferenciát is amellyel a nemzetközi közösséget mozgósítani akarta a szíriai emberek érdekében.

## Halála és utódlása
Miután több hónapig kezelték a rochesteri Mayo Klinikán, Al-Szabáh 2020. szeptember 29-én helyi idő szerint 8 órakor, 91 éves korában hosszú betegeskedés után meghalt. A kuvaiti kormány 40 napos gyászt rendelt el. A kuvaiti televízió és a rádió megszakította normál műsorát, és bejelentették a halálhírt. Szabdallah féltestvére, Naváf el-Ahmad el-Dzsábir Al Szabáh koronaherceget nevezték ki utódjává Kuvait élére. Al-Szabáh emírt rokonai mellett temették el.